# The Expanse: A Telltale Series
The Expanse: A Telltale Series es un videojuego desarrollado conjuntamente por Telltale Games y Deck Nine. The Expanse: A Telltale Series es una precuela de la serie de televisión The Expanse. Fue anunciado en The Game Awards 2021. El primer episodio se lanzó el 27 de julio de 2023, y está planeado que se lancen cuatro episodios adicionales cada dos semanas. El videojuego está disponible en todas las consolas actuales excepto Nintendo Switch, y exclusivamente en Epic Games Store para Windows durante el primer año de lanzamiento.